# Mirayda García
Mirayda García Soto (ur. 9 lutego 1969 w Hawanie) – kubańska szpadzistka, trzykrotna medalistka mistrzostw świata.
Podczas mistrzostw świata w Kapsztadzie w 1997 roku wywalczyła złoty medal w turnieju indywidualnym, pokonując w finale rodaczkę, Zuleidis Ortiz. Na rozgrywanych rok później mistrzostwach świata w La Chaux-de-Fonds Kubanki w składzie: Milagros Palma, Mirayda García, Zuleidis Ortiz i Tamara Esteri zdobyły srebrny medal w zawodach drużynowych. Ponadto zdobyła brązowy medal w turnieju indywidualnym na mistrzostwach świata w Seulu w 1999 roku, plasując się za Francuzką Laurą Flessel i Dianą Romagnoli ze Szwajcarii.
Wystartowała na igrzyskach olimpijskich w Atlancie w 1996 roku, gdzie była szósta drużynowo, a indywidualnie zajęła 24. miejsce. Na rozgrywanych cztery lata później igrzyskach olimpijskich w Sydney w zawodach drużynowych zajęła 7. miejsce, a w indywidualnych 21. miejsce.
Ponadto na igrzyskach panamerykańskich w Hawanie (1991) i igrzyskach panamerykańskich w Mar del Plata (1995) zdobyła srebro drużynowo, a na igrzyskach panamerykańskich w Winnipeg (1999) zdobyła złoto drużynowo i indywidualnie.
Jej syn, Yidiel Contreras, reprezentował Hiszpanię w lekkoatletyce.